# Sommer-Paralympics 2012/Teilnehmer (Puerto Rico)
| stlisierte Goldmedaille | stlisierte Silbermedaille | stlisierte Bronzemedaille |
| ----------------------- | ------------------------- | ------------------------- |
| —                       | —                         | —                         |

Puerto Rico entsandte zu den Paralympischen Sommerspielen 2012 in London zwei männliche Sportler.

## Teilnehmer nach Sportart

### Leichtathletik
| Athleten             | Wettbewerb               | Vorlauf / Vorkampf | Vorlauf / Vorkampf | Halbfinale   | Halbfinale | Finale       | Finale | Rang |
| Athleten             | Wettbewerb               | Zeit / Weite       | Rang               | Zeit / Weite | Rang       | Zeit / Weite | Rang   | Rang |
| -------------------- | ------------------------ | ------------------ | ------------------ | ------------ | ---------- | ------------ | ------ | ---- |
| Männer               |                          |                    |                    |              |            |              |        |      |
| Jose Benitez Sanchez | Kugelstoßen Männer – T20 |                    |                    | -            | -          |              |        |      |

### Segeln
| Athleten      | Wettbewerb     | Qualifikation | Qualifikation | Medal Race | Medal Race | Punkte | Rang |
| Athleten      | Wettbewerb     | Punkte        | Rang          | Punkte     | Rang       | Punkte | Rang |
| ------------- | -------------- | ------------- | ------------- | ---------- | ---------- | ------ | ---- |
| Männer        |                |               |               |            |            |        |      |
| Julio Reguero | Einer Kielboot | 7             | 8             |            |            |        |      |